# 346 TCN
346 TCN là một năm trong lịch La Mã.